# Православна церква Клауккала
Православна церква Клауккала (фін. Klaukkalan ortodoksinen kirkko) — Православна церква в селищі Клауккала в громаді Нурміярві, Фінляндія.
Церква була названа на честь святого Нектарія Егінського.